# Egy szobalány naplója (regény)
Az Egy szobalány naplója Octave Mirbeau regénye, Charpentier-Fasquelle kiadásában jelent meg 1900 júliusában. Három filmadaptációja ismeretes.

## Cselekménye
|  | Alább a cselekmény részletei következnek! |

## A társadalom ábrázolása

### A válságtól aDreyfus-ügyig
A regény első változata folytatásokban jelent meg a L'Écho de Parisban, 1891. október 20-tól 1892. április 26-ig, a regényíró szakmai és erkölcsi válsága azonban oda vezetett, hogy a mű ekkor még nem jelent meg kötetben. Évekkel később (1900 telén) egy jelentősen átalakított második verziót publikált a dreyfus-párti Revue blanche.
A napló-forma – amely lehetővé teszi a részek egymás mellé helyezését, az emlékezés folyamatából következően az állandó átmenetet a jelen és a múlt között, illetve a különféle műfajok keveredését – hozzájárul ahhoz, hogy a mű szakít a hagyományos regény lineáris szerkezetével, a cselekményesség követelményével és mindenekelőtt a realista esztétika objektivitás igényével.

### A rothadás ábrázolása

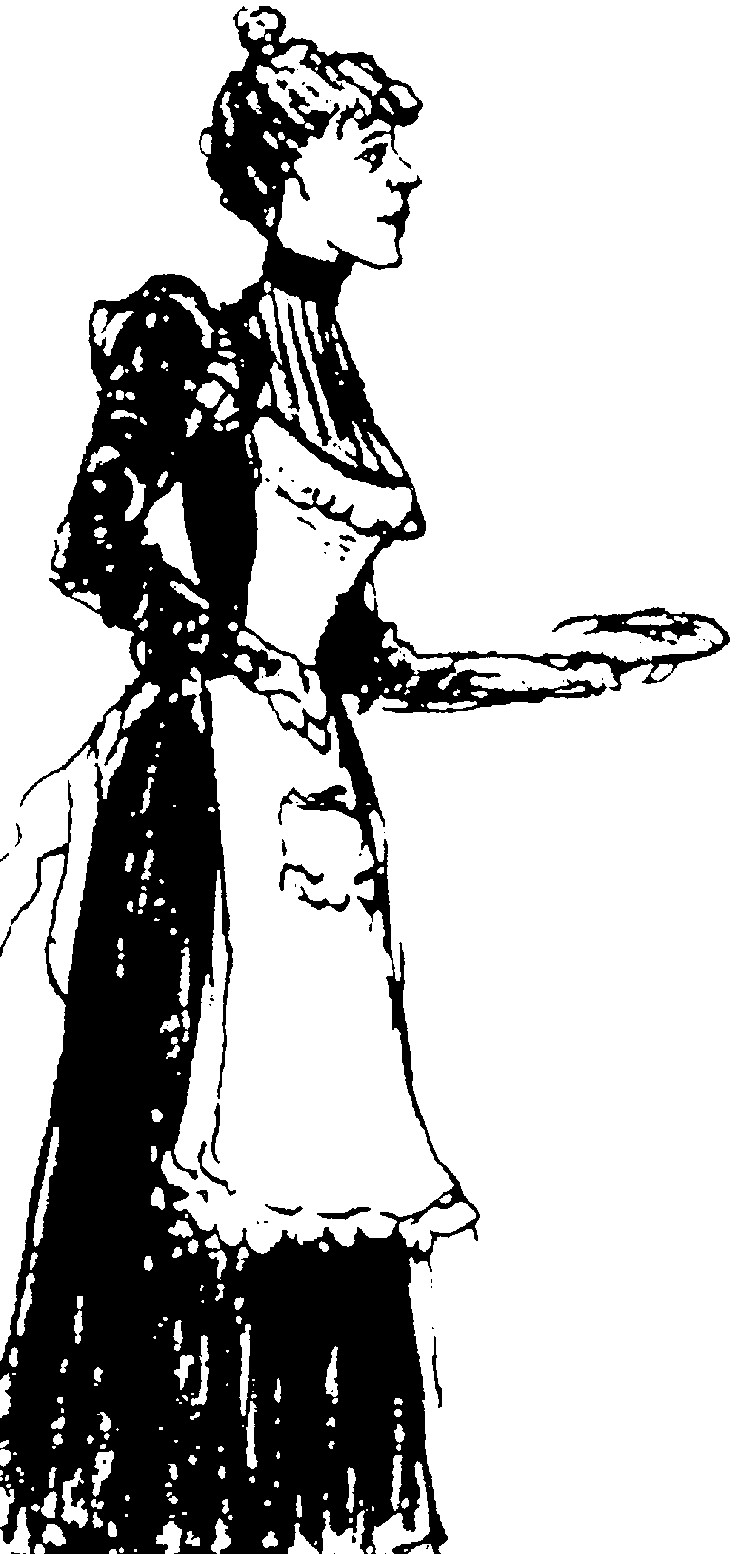
Octave Mirbeau, Célestine

A regényíró szobalányt választ főhősnek, s e tény már önmagában felforgató. Az olvasó Célestine tekintetén keresztül látja az eseményeket, mintegy a kulcslyukon keresztül, s ily módon tárul fel az elegáns világ, a társadalom felső osztályainak minden jól rejtegetett szennye. 
A regény elején Célestine egy kis normandiai faluba érkezik, ahol a Lanlaire-családnál lesz szobalány. A "becsületes" szülők jóvoltából meggazdagodott házaspár története mellett Célestine emlékei számtalan más, egyszer tragikus, másszor pedig groteszk történeteket is felidéznek.

### A társadalom maga a pokol
A leleplező szándékú elbeszélés a társadalmi pokol bugyraiba vezeti az olvasót. Ebben a látszólag demokratikus világban az erősebbik törvénye szabályoz mindent. A szobalányt a végletekig kihasználják és kizsákmányolják, a modern társadalom rabszolgája, furcsa hibrid-lény, aki már nem tartozik a néphez, de nem tartozik a polgári világhoz sem, amelynek értékrendjét szinte öntudatlan módon sajátítja el. Az úrnő megalázza és a kihasználja minden fizikai erejét, az úr pedig szexuális viszonyra kényszeríti a szobalányt – ami gyakran az első lépés a prostitúció felé. 
A regény illúziók nélkül tekint a lázadás lehetőségére is. Célestine minden ellenszenve és tisztánlátása ellenére maga is egy kis cherbourg-i kávéház úrnője lesz, és a saját cselédjeire panaszkodik. A kávéházat a Lanlaire-család volt kertésze, Joseph üzemelteti, akit Célestine, saját maga számára is megmagyarázhatatlan módon, ide is követ. A volt kertész antiszemita, Dreyfus-ellenes, feltehetően elrabolta gazdái ezüst étkészletét, és Célestine arról is meg van győződve, bár bizonyítani nem tudja, hogy Joseph erőszakolta meg és ölte meg a kis Claire-t…

### Az undor
Túl a hipokrita és igazságtalan társadalom elleni lázadáson, a szobalány naplója egyfajta egzisztenciális undorról is tanúskodik. Sartre műveit megelőlegezve Mirbeau regénye az emberi sors tragikus voltáról, a mindennapok ürességéről is szól.
|  | Itt a vége a cselekmény részletezésének! |

## Színházi és filmadaptációk
Az Egy szobalány naplójából három filmadaptáció is készült: 1916-ban Oroszországban M. Martov rendezésében Дневник горничной címmel. 1946-ban Jean Renoir rendezésében az Egyesült Államokban, angol nyelven Diary of a Chambermaid címmel, Paulette Goddard és James Meredith főszereplésével, és végül 1964-ben egy francia nyelvű filmadaptáció a spanyol Luis Buñuel rendezésében, Jeanne Moreau-val, Georges Géret-vel és Michel Piccoli-val a főbb szerepekben. A két utóbbi esetben meglehetősen szabad adaptációkról van szó.
A regényből gyakran készült színpadi változat is, több nyelven. Az esetek jó részében "one woman show"-ról van szó: 1990 óta mintegy harmincat tartanak számon. A leghíresebb és amely a legnagyobb előadásszámot érte meg 1982 óta, Jacques Destoop adaptációja Geneviève Fontanel főszereplésével.

## Magyarul
- Egy szobaleány naplója. Regény; ford. Podmaniczky Horác; Sachs–Pollák, Bp., 1901
- Egy szobalány naplója; ford. Pálföldi Margit; Törekvés Ny., Bp., 1937 (Új Magazin könyvek 1937)
- Egy szobalány naplója; ford. Pálföldy Margit; Kossuth, Bp., 2016

## Külső hivatkozások
- Octave Mirbeau: Egy szobalány naplója a Filmtekercs.hu oldalon